# Plaza Félix Lima

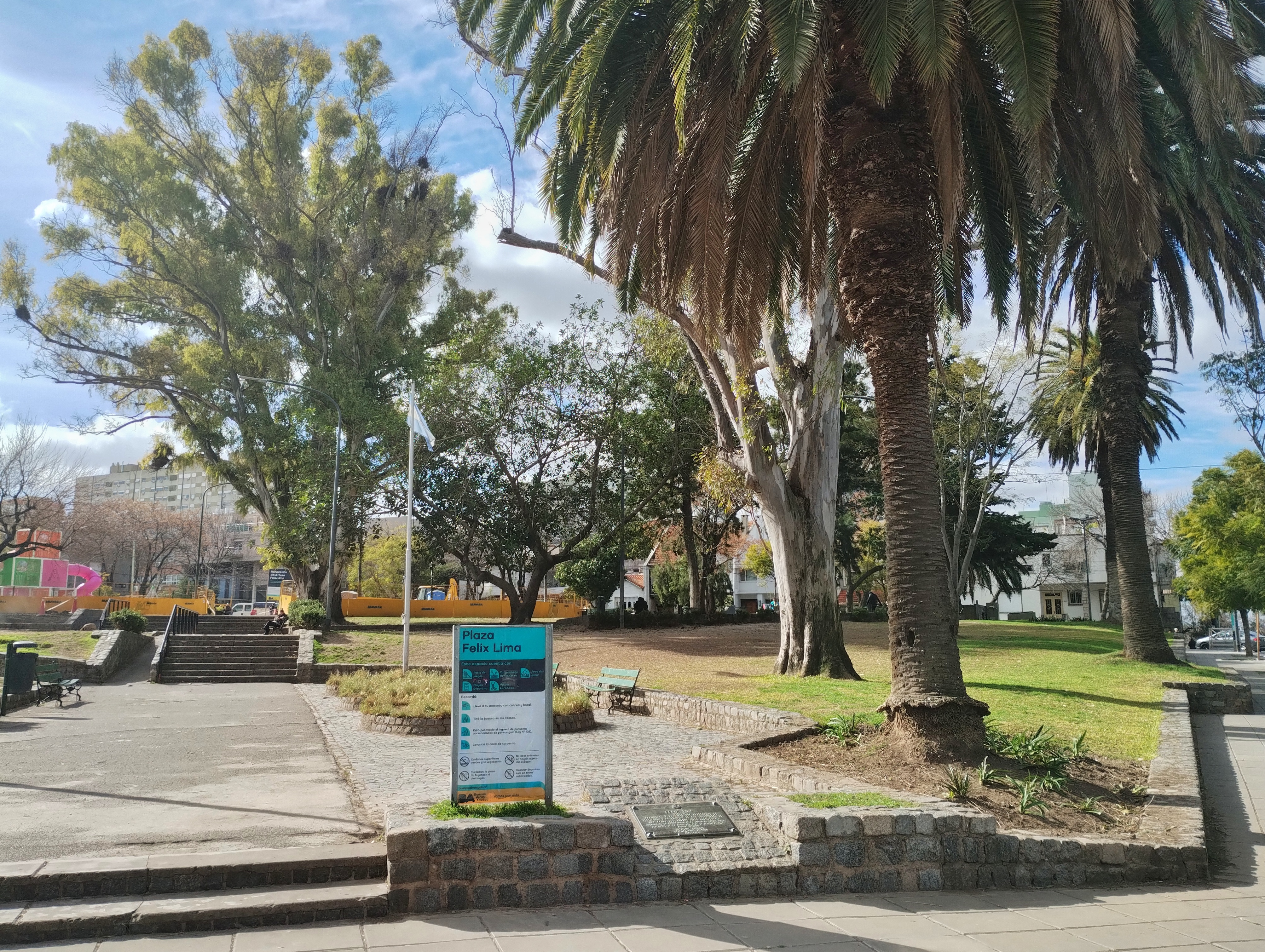
Plaza Félix Lima desde la esquina de Cuba y Ramallo

La Plaza Félix Lima, de Buenos Aires, está ubicada en el barrio porteño de Nuñez, entre las calles Arias, Ramallo, Cuba y Arcos.
Actualmente la plaza tiene areneros, y en ella hay columpios, toboganes y una cancha de baloncesto.
Cuenta con 6 palmeras canarias Phoenix canariensis, arbustos y árboles.

## Historia
La plaza se hizo en homenaje al escritor y periodista Félix Lima (1880 - 1943), que trabajó en El País, de Carlos Pellegrini, y colaboró después en El Diario, La Razón, Tribuna, El Nacional, Ultima Hora y Crítica.[cita requerida]Fue creada en 1950 por el Intendente Juan Debenedetti.
- Datos: Q6079546